# 泰勒·派瑞
小艾密特·派瑞（英語：Emmitt Perry Jr.，1969年9月13日—）或稱藝名泰勒·派瑞（英語：Tyler Perry），美国男演員、製片人、導演、編劇、劇作家、作家及福音音樂作曲家。他於1999年至2000年間製作和參演了多齣舞台劇。2011年，《富比士》把派瑞評為當年片酬最高的人；他於2010年至2011年間賺進了1.3億美元。
他較為知名的是自創兼演出的瘋狂的黑人老婦女角色——梅迪亞。該角最初於舞台劇《我可以自己瘋》（1999年）中登場，接著也登場於電影中，如《瘋女日記》（2005年）、《家和萬事興》（2006年）、《拜見布朗一家》（2008年）、《黑瘋婆子鬧監獄》（2009年）、《我可以自己瘋》（2009年）、《黑瘋婆子的快樂大家庭》（2011年）、《黑瘋婆的證人保護計劃》（2012年）、《黑瘋婆娘的聖誕節》（2013年）、《梅迪亞萬聖節》（2016年）、《梅迪亞萬聖節2》（2017年）和《黑瘋婆子的葬禮》（2019年）。

## 作品列表

### 電影
| 年份 | 標題                     | 職位 | 職位 | 職位 | 職位 | 職位                       | 附註          |
| 年份 | 標題                     | 導演 | 編劇 | 監製 | 演員 | 角色                       | 附註          |
| ---- | ------------------------ | ---- | ---- | ---- | ---- | -------------------------- | ------------- |
| 2005 | 《瘋女日記》             | 否   | 是   | 是   | 是   | 梅迪亞／喬／布萊恩         |               |
| 2006 | 《家和萬事興》           | 是   | 是   | 是   | 是   | 梅迪亞／喬／布萊恩         |               |
| 2007 | 《爸爸的女兒們》         | 是   | 是   | 是   | 否   |                            |               |
| 2007 | 《結婚真好？》           | 是   | 是   | 是   | 是   | Terry Bob                  |               |
| 2008 | 《拜見布朗一家》         | 是   | 是   | 是   | 是   | 梅迪亞／喬                 |               |
| 2008 | 《家庭紛爭》             | 是   | 是   | 是   | 是   | Ben                        |               |
| 2009 | 《黑瘋婆子鬧監獄》       | 是   | 是   | 是   | 是   | 梅迪亞／喬／布萊恩         |               |
| 2009 | 《星際爭霸戰》           | 否   | 否   | 否   | 是   | Admiral Barnett            |               |
| 2009 | 《我可以自己瘋》         | 是   | 是   | 是   | 是   | 梅迪亞／喬                 |               |
| 2009 | 《珍愛人生》             | 否   | 否   | 是   | 否   |                            |               |
| 2010 | 《結婚真好2》            | 是   | 是   | 是   | 是   | Terry Bob                  |               |
| 2010 | 《有色女孩》             | 是   | 是   | 是   | 否   |                            |               |
| 2011 | 《黑瘋婆子的快樂大家庭》 | 是   | 是   | 是   | 是   | 梅迪亞／喬                 |               |
| 2012 | 《愛轉人生》             | 是   | 是   | 是   | 是   | Wesley Deeds               |               |
| 2012 | 《黑瘋婆的證人保護計劃》 | 是   | 是   | 是   | 是   | 梅迪亞／喬／布萊恩         |               |
| 2012 | 《FBI重裝戒備》          | 否   | 否   | 否   | 是   | 艾利克斯·克羅斯            |               |
| 2013 | 《一位婚姻顧問的自白》   | 是   | 是   | 是   | 否   |                            |               |
| 2013 | 《皮爾普斯一家》         | 否   | 否   | 是   | 否   |                            |               |
| 2013 | 《黑瘋婆娘的聖誕節》     | 是   | 是   | 是   | 是   | 梅迪亞                     |               |
| 2014 | 《單身媽媽俱樂部》       | 是   | 是   | 是   | 是   | TK                         |               |
| 2014 | 《控制》                 | 否   | 否   | 否   | 是   | Tanner Bolt                |               |
| 2015 | Madea's Tough Love       | 否   | 否   | 是   | 是   | 梅迪亞／喬／布萊恩         | DVD首映；配音 |
| 2016 | 《忍者龜：破影而出》     | 否   | 否   | 否   | 是   | 巴克斯特·史塔克曼博士      |               |
| 2016 | 《我發瘋的那段日子》     | 否   | 否   | 否   | 是   | Richard                    |               |
| 2016 | 《梅迪亞萬聖節》         | 是   | 是   | 是   | 是   | 梅迪亞／喬／布萊恩         |               |
| 2017 | 《聖誕星》               | 否   | 否   | 否   | 是   | Cyrus the Camel            | 配音          |
| 2017 | 《梅迪亞萬聖節2》        | 是   | 是   | 是   | 是   | 梅迪亞／喬／布萊恩         |               |
| 2018 | 《忍無可忍》             | 是   | 是   | 是   | 否   |                            |               |
| 2018 | 《為副不仁》             | 否   | 否   | 否   | 是   | 科林·鮑爾                  |               |
| 2018 | 《大智若愚》             | 是   | 是   | 執行 | 否   |                            |               |
| 2019 | 《黑瘋婆子的葬禮》       | 是   | 是   | 是   | 是   | 梅迪亞／喬／布萊恩／希斯洛 |               |
| 2020 | 《葛蕾絲的墜落》         | 是   | 是   | 是   | 是   | Rory Garraux               |               |
| 2021 | 《那些要我死的人》       | 否   | 否   | 否   | 是   | Officer Arthur Phillip     |               |
| 2021 | 《汪汪隊立大功電影版》   | 否   | 否   | 否   | 是   | Gus                        | 配音          |
| 2021 | 《千萬別抬頭》           | 否   | 否   | 否   | 是   | Jack Bremmer               |               |
| 2022 | 《歡慶歸來梅迪亞》       | 是   | 是   | 執行 | 是   | 梅迪亞／喬／布萊恩         |               |
| 2022 | 《爵士情未了》           | 是   | 是   | 是   | 否   |                            |               |
| 2024 | 《桃色辯護》             | 是   | 是   | 是   | 否   |                            |               |
| 2024 | 《泰勒·派瑞之黑色離婚》  | 是   | 是   | 是   | 否   |                            |               |
| 2024 | 《戰地信差》             | 是   | 是   | 是   | 否   |                            |               |
| 2025 | 《泰勒·派瑞之口是心非》  | 是   | 是   | 是   | 否   |                            |               |
| 2025 | 《絕境末路》             | 是   | 是   | 是   | 否   |                            |               |
| 2025 | 《梅迪亞度假婚禮團》     | 是   | 是   | 是   | 是   | 梅迪亞                     |               |

## 外部連結
- 官方网站
- Tyler Perry's 34th Street Films Official website （页面存档备份，存于）
- 泰勒·派瑞在互联网电影资料库（IMDb）上的資料（英文）
- 在AllMovie上泰勒·派瑞的頁面（英文）
- Interview with Tyler Perry on beliefnet.com （页面存档备份，存于）
- Tyler Perry on RottenTomatoes （页面存档备份，存于）